# Magyarisatie

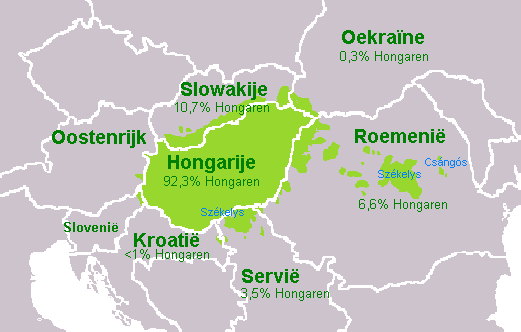
Hongaarse meerderheden rond Hongarije

Magyarisatie, magyarisering, hongarisatie, hongarisering of verhongaarsing zijn termen die gebruikt worden voor de assimilatiepogingen van Hongaarse overheden in verschillende tijden. Deze politiek was gericht op het vestigen of behouden van de dominantie van de Hongaarse taal en/of het aanmoedigen of opleggen van de Hongaarse identiteit aan andere etnische groepen.
Het onderwerp ligt in landen met Hongaarse minderheden als Roemenië (zie Hongaarse minderheid in Roemenië) en Slowakije (zie Hongaarse minderheid in Slowakije) zeer gevoelig.

## 18de-19de eeuw in Roemenië
In 1778 droeg de keizerin Maria Theresia van Oostenrijk het Banaat over aan Hongarije. In 1836 verhief het Hongaarse Parlement in Boedapest het Hongaars tot taal van de administratie en de rechtspraak in al de landen die onder de Kroon van Stefanus stonden en het geheel werd toen als Hongarije aangemerkt, dus ook de Banaat en Transsylvanië. In 1839-1840 werd ook beslist dat elke correspondentie tussen de kerkelijke en de burgerlijke autoriteiten in het Hongaars moest gebeuren. Tot oktober 1895 was de Kerk bevoegd voor het bijhouden van de burgerlijke registers, die tot het neerslaan van de Hongaarse Revolutie van 1848 in het Hongaars moesten opgesteld worden. Tot 1896 werden hierdoor meer dan 14.000 Duitse en Roemeense voor- en achternamen verhongaarst.
Bij de Hongaarse Revolutie van 1848 werd de eenheid tussen Transsylvanië en Hongarije afgekondigd. Dit werd echter niet gesteund door de Roemeense meerderheid en de lokale Duitsers, jegens wie de Hongaren een intolerant beleid voerden.

## Oostenrijk-Hongarije
Na het neerslaan van de revolutie in 1849 viel Transsylvanië opnieuw onder rechtstreekse controle van Wenen. Keizer Frans Jozef I van Oostenrijk maakte het Duits tot officiële taal in heel het keizerrijk Oostenrijk. Van 1850 tot 1881 werden alle kerkelijke - dus ook burgerlijke - registers weer in het Latijn opgesteld, daarna tot WOI weer in het Hongaars.

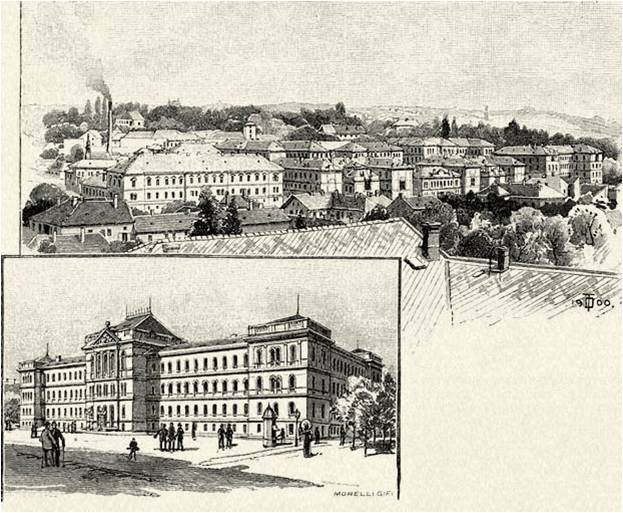
De in 1872 opgerichte Frans Jozef-universiteit en de stad Kolozsvár in 1900

Met de Ausgleich - compromis - van 1867 werd Transsylvanië deel van Transleithanië, het Hongaarse koninkrijk binnen de Oostenrijk-Hongaarse dubbelmonarchie. Het Keizerrijk Oostenrijk heette voortaan Oostenrijk-Hongarije en gaf het opstandige Hongarije een evenwaardige plaats naast Oostenrijk, waarbij de Slavische bevolkingsgroepen in de kou bleven staan. Ook niet-exclusief Hongaarstalige gebieden als het Banaat en Transsylvanië kwamen weer onder Hongaars gezag te liggen en de magyarisatiespolitiek kwam in een stroomversnelling.
Reeds in 1848 vroeg de Roemeense meerderheid in Transsylvanië een universiteit in de eigen taal. De Hongaarse heersers stelden in 1868 voor om een universiteit in Cluj te stichten waar onderwezen zou worden in het Hongaars, Roemeens en Duits. Een deel van de Roemeense elite steunde dit voorstel. Bij de effectieve oprichting in 1872 werd echter besloten enkel Hongaars als onderwijstaal te gebruiken, wat tot verontwaardiging leidde bij de Roemeense bevolking.

## Omstreden Hongaarse wetten

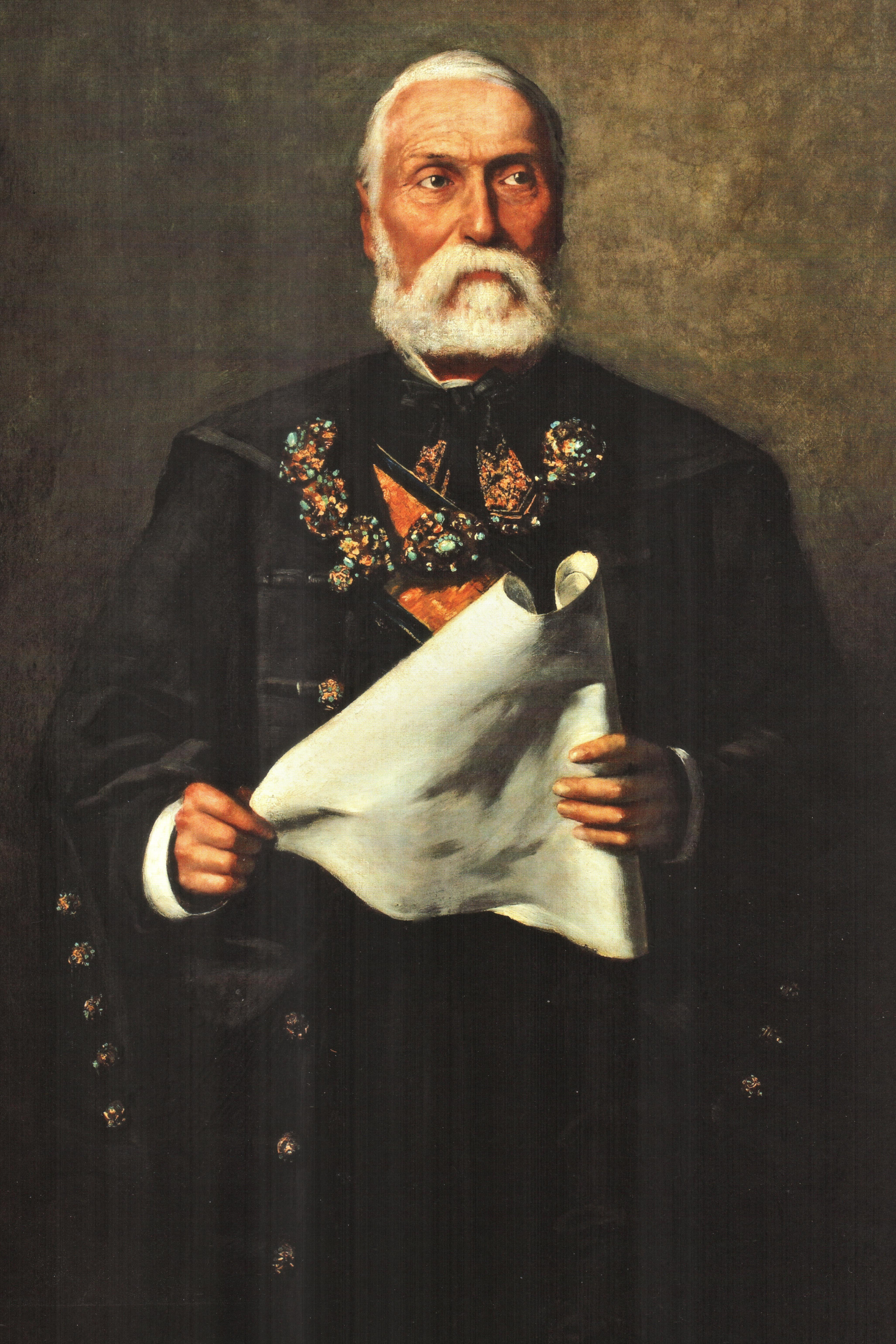
Ágoston Trefort, minister van Godsdienst en Onderwijs van 1872 tot 1888

In 1868 werd in Boedapest de nationaliteitswet (wet XLIV) goedgekeurd, waardoor het Hongaars opnieuw de enige officiële taal werd van het Banaat en Transsylvanië. In hetzelfde jaar werd de Eötvös-schoolwet (wet XXXVIII) ingevoerd, die de vrijheid van onderwijs waarborgde. Die liet de geloofsgemeenschappen vrij om in de eigen taal scholen op te richten. De Roemeense kerken hadden echter slechts beperkte budgetten, wat zijn weerslag had op zowel de kwantiteit als de kwaliteit van de Roemeense scholen. Wet XLIV verplichtte de gemeente om een school te openen als dit nog niet gebeurd was door een geloofsgemeenschap. Deze scholen waren dan grotendeels Hongaarstalig. 
In 1879 volgde de schoolwet van Tréfort Ágoston (wet XVIII), die het onderricht van de Hongaarse taal verplicht maakte in alle lagere scholen voor zover de leerkrachten daartoe in staat waren (dit onder meer om de Roemenen uit hun isolatie in de maatschappij te halen). Tevens werd de kennis van het Hongaars een vereiste voor onderwijzers vanaf 1883. Roemeense leerkrachten zonder kennis van het Hongaars mochten vanaf dan enkel nog lesgeven in volledig Roemeense dorpen. Om dit erdoor te krijgen, verhoogde de Hongaarse regering het minimumloon van onderwijzers met wet XXVI uit 1893, waarin de Staat zich ertoe verbond eventuele budgettaire tekorten bij te passen. Deze twee laatste wetten werden pas effectief toegepast na de invoering van de omstreden Apponyi-schoolwetten (wet XXVII) ter harmonisatie van het onderwijs in 1907. Die verplichtten dat wanneer er 20 of meer Hongaarse kinderen in een Roemeense school zaten, zij les moesten krijgen in het Hongaars. Dit was bedoeld om de scholen te beletten een Roemeens gevoel door te geven aan de leerlingen en ging gepaard met hard Roemeens verzet.
In 1897 volgde de Bánffy-wet aangaande de dorpsnamen. Voortaan golden in heel het Hongaarse Koninkrijk enkel de Hongaarse dorpsnamen als officieel. In het Banaat werden dus heel wat toponiemen verhongaarst.
Ook in het collectief geheugen van de Slowaken heerst nog een beeld van de Hongaren als onderdrukker op linguïstisch en cultureel gebied.